# Новоіванківка
Новоіва́нківка —  село в Україні, у Новомиколаївській селищній громаді Запорізького району Запорізької області. Населення становить 377 осіб. До 2020 орган місцевого самоврядування - Новоіванківська сільська рада. 

## Географія
Село Новоіванківка знаходиться біля витоків річки Любашівка, на відстані 0,5 км від села Вільне. Річка в цьому місці пересихає, на ній зроблена загата.

## Історія
На околиці села виявлено аланське поховання (IV-VI ст. н. е.).
1823 — дата заснування як села Іванівка, потім перейменоване в Вільна Слобода.
7 (20) листопада 1917 року, відповідно до Третього Універсалу Української Центральної Ради, увійшло до складу Української Народної Республіки.
12 червня 2020 року, відповідно до Розпорядження Кабінету Міністрів України від № 713-р «Про визначення адміністративних центрів та затвердження територій територіальних громад Запорізької області», увійшло до складу Новомиколаївської селищної громади.
19 липня 2020 року, в результаті адміністративно-територіальної реформи та ліквідації Новомиколаївського району, село увійшло до складу Запорізького району.

## Населення

### Мова
Розподіл населення за рідною мовою за даними перепису 2001 року:
| Мова            | Кількість | Відсоток |
| --------------- | --------- | -------- |
| українська      | 354       | 93.90%   |
| російська       | 18        | 4.77%    |
| білоруська      | 1         | 0.27%    |
| інші/не вказали | 4         | 1.06%    |
| Усього          | 377       | 100%     |

## Відомі постаті
- Іванченко Євтихій Якович (22 серпня 1895 – 11 лютого 1980) – гірничий інженер-механік, депутат Українських Установчих Зборів (1918).

## Економіка
- «Україна», ТОВ.

## Об'єкти соціальної сфери
- Школа.
- Будинок культури.
- Фельдшерсько-акушерський пункт.